# Valentino Ravnić
Valentino Ravnić (Zadar, 20 de julio de 1995) es un jugador de balonmano croata que juega de extremo izquierdo en el HC Dobrogea Sud Constanța. Es internacional con la selección de balonmano de Croacia.
Con la selección ganó la medalla de plata en el Campeonato Europeo de Balonmano Masculino de 2020.

## Palmarés

### RK Zagreb
- Liga de Croacia de balonmano (4): 2018, 2019, 2021, 2022
- Copa de Croacia de balonmano (4): 2018, 2019, 2021, 2022

### HC Dobrogea Sud Constanța
- Copa de Rumania de balonmano (1): 2023

## Clubes
| Club                      | País    | Año         |
| ------------------------- | ------- | ----------- |
| MRK Umag                  | Croacia | 2010 - 2017 |
| RK Zagreb                 | Croacia | 2017 - 2022 |
| HC Dobrogea Sud Constanța | Rumania | 2022 - Act. |